# Antoni Lacavalleria

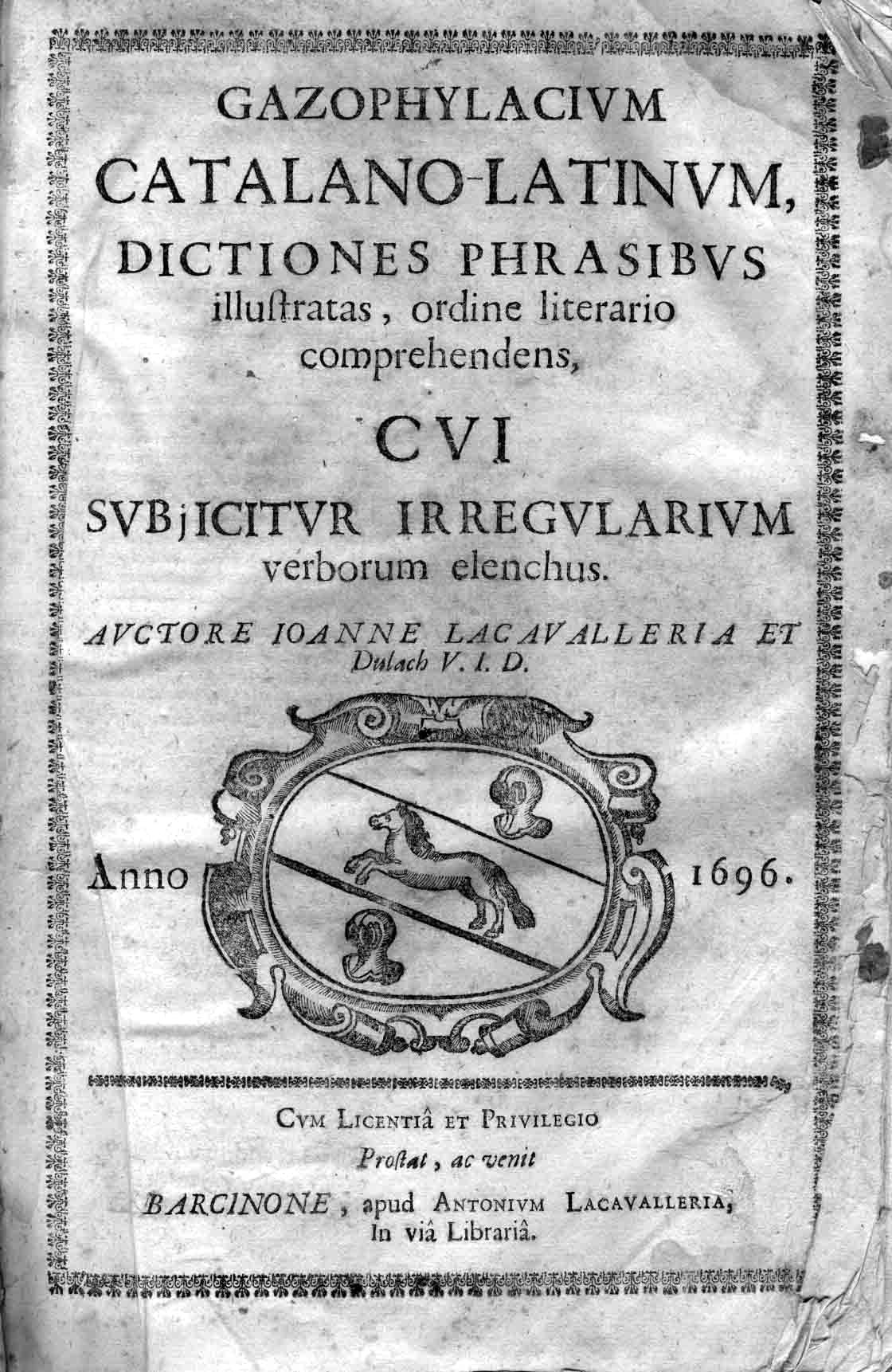
Portada del Gazophylacium, imprès per Antoni Lacavalleria

Antoni Lacavalleria (Barcelona (?) - segle xvii) fou un tipògraf i impressor barceloní.
Germà del tipògraf Pere Lacavalleria, continuà el negoci familiar entre el 1648 i el 1700, i el va traslladar des del carrer d'Arlet al de la Llibreteria, de Barcelona. Va produir una quantitat considerable de llibres per la seva època. Malgrat que els de tema religiós, com era propi del temps, en representen més de la meitat, cal destacar la important producció de plecs poètics solts, que constituïen la literatura anomenada de canya i cordill, generalment de poca qualitat literària però d'una gran difusió. Al costat d'això, Antoni Lacavalleria edità nombroses obres destacables, com les Obras de fra Bartolomé de las Casas (1646), El criticón de Baltasar Gracián (1664), El diablo cojuelo de Luis Vélez de Guevara (1680), les Faules d'Isop (1682), el Gazophylacium catalano-latinum (1696) del seu nebot Joan Lacavalleria o una segona edició (1647) del Dictionario castellano... Dictionaire françois... Dictionari catala del seu germà Pere Lacavalleria.
La Biblioteca de Fons Antic de la Universitat de Barcelona conserva més de 150 obres publicades per Lacavalleria, així com diversos exemples de les seves marques d'impressor que el que van identificar al llarg de la seva trajectòria professional.